# Jacek Kowalczyk
Jacek Kowalczyk (Katowice, 12 agosto 1981) è un ex calciatore polacco, di ruolo difensore.

## Carriera
Nato e cresciuto a Katowice, con la maglia del GKS ha disputato l'inizio e la fine della propria carriera. Nel mentre, ha vestito la divisa dell'Odra Opole giocandoci per quattro stagioni e collezionando più di novanta presenze.

## Palmarès

### Club
- Campionato polacco: 2

Wisła Cracovia: 2003-2004, 2004-2005